# 内本町
内本町（うちほんまち）は、大阪府大阪市中央区の町名。現行行政地名は内本町一丁目および内本町二丁目。

## 地理
大阪市中央区の北部に位置。北は徳井町、南は鎗屋町、西は本町橋、東は谷町三丁目とそれぞれ接する。地内中央を本町通が東西に通り、西端は松屋町筋、東端は谷町筋が走る。

## 歴史
1872年（明治5年）に内本町上3丁目の西部、内本町太郎左衛門町、内本町2丁目を統合し、内本町1 - 2丁目に再編された。なお、旧：内本町上3丁目の東部は同年に谷町3丁目の一部となった。

### 町名の由来
船場の本町の東に位置し、豊臣大坂城の惣構の内であったことから「内」を冠している。なお、本町と隣接する内本町橋詰町は当町に編入されることなく1989年（平成元年）まで存在し、同年に本町橋に改称された。

## 世帯数と人口
2019年（平成31年）3月31日現在の世帯数と人口は以下の通りである。
| 丁目         | 世帯数  | 人口    |
| ------------ | ------- | ------- |
| 内本町一丁目 | 393世帯 | 623人   |
| 内本町二丁目 | 276世帯 | 397人   |
| 計           | 669世帯 | 1,020人 |

### 人口の変遷
国勢調査による人口の推移。
| 1995年（平成7年）  | 626人 | [ 5 ] |  |
| 2000年（平成12年） | 609人 | [ 6 ] |  |
| 2005年（平成17年） | 672人 | [ 7 ] |  |
| 2010年（平成22年） | 838人 | [ 8 ] |  |
| 2015年（平成27年） | 977人 | [ 9 ] |  |

### 世帯数の変遷
国勢調査による世帯数の推移。
| 1995年（平成7年）  | 296世帯 | [ 5 ] |  |
| 2000年（平成12年） | 319世帯 | [ 6 ] |  |
| 2005年（平成17年） | 373世帯 | [ 7 ] |  |
| 2010年（平成22年） | 506世帯 | [ 8 ] |  |
| 2015年（平成27年） | 636世帯 | [ 9 ] |  |

## 事業所
2016年（平成28年）現在の経済センサス調査による事業所数と従業員数は以下の通りである。
| 丁目         | 事業所数  | 従業員数 |
| ------------ | --------- | -------- |
| 内本町一丁目 | 192事業所 | 1,790人  |
| 内本町二丁目 | 220事業所 | 3,076人  |
| 計           | 412事業所 | 4,866人  |

## 施設
- 関西二期会本部
- 藤商事
- NTTマーケティングアクト
- 日本放映プロ
- のぞみ信用組合
- 五苑マルシン
- イムラ封筒
- アムジー
- ヤマガタ

### かつて存在した施設
- 内本町バスセンター

## 交通

### 鉄道
- 最寄り駅はOsaka Metroの谷町四丁目駅。

### 道路
主要地方道
- 大阪市道天神橋天王寺線（松屋町筋）
- 本町通

## その他

### 日本郵便
- 〒540-0026[3]（集配局：大阪東郵便局[11]）